# Hyundai Atos
O Atos é um hatch de porte mini da Hyundai. Em produção desde 1998, é o primeiro modelo citadino da marca. Inicialmente com um motor 1.0 de 55cv e na fase final o 1.1 com 59cv mais evoluído, potente e partilhado com o modelo Hyundai Getz.

## Primeira Geração (1997-2003)
Primeira geração do Hyundai Atos Prime, a única que veio para o Brasil.

## Segunda Geração (2003-presente)
Esta geração ainda é produzida na Ásia.